# Porcellio tigrinus
Porcellio tigrinus is een pissebed uit de familie Porcellionidae. De wetenschappelijke naam van de soort is voor het eerst geldig gepubliceerd in 1921 door Colosi.